# Birdy (zangeres)
Jasmine van den Bogaerde, beter bekend onder haar artiestennaam Birdy, (Lymington, Hampshire, 15 mei 1996) is een Engelse zangeres. Haar eerste grote internationale hit was haar cover van Bon Ivers nummer Skinny love, die werd uitgebracht in 2011.

## Biografie
Birdy is van Nederlandse/Belgische/Britse afkomst. Birdy's moeder is concertpianist en haar oudoom, Dirk Bogarde, was een bekend acteur. Birdy leerde op zevenjarige leeftijd piano spelen, en begon een jaar later met het schrijven van haar eigen muziek.
In 2008 won Birdy op twaalfjarige leeftijd de Britse talentenjacht Open Mic UK. Ze won zowel de categorie "onder 18" als de hoofdprijs. In de wedstrijd speelde ze haar eigen nummer, getiteld So be free, waarna ze een platencontract kreeg bij Good Soldier Songs Ltd, de platenmaatschappij van Christian Tattersfield, directeur van Warner Bros. Music UK.
In 2011 bracht Birdy op veertienjarige leeftijd een cover uit van Bon Ivers nummer Skinny love. Deze cover werd haar eerste hit in de Britse hitlijsten, maar ook in andere landen werd het nummer veelvuldig gedraaid. De single werd verkozen tot "Record of The Week" op BBC Radio 1 direct nadat deze was uitgekomen. In Vlaanderen bereikte Birdy's versie van Skinny Love plaats 3 in de Ultratop 50; ook stond het op nummer 1 in iTunes. In Nederland bereikte Birdy's versie van Skinny Love een hoge plaats in de top 20, 50, 75 en 100 door Daniël Lippens en Ivo van Breukelen. 's Avonds tijdens de avondploeg op Slam! draaiden ze het plaatje voor het eerst op de Nederlandse radio. Zelf vonden ze het een prachtig liedje, waarna ze het bijna elke avond weer draaiden. Het liedje brak pas echt door in Nederland toen het te horen was in het populaire dansprogramma So you think you can dance. De officiële videoclip van het nummer werd geregisseerd door Sophie Muller. In 2011 was het nummer eveneens te horen in de televisieserie The Vampire Diaries. Tijdens 3FM Serious Request 2011 was Birdy te gast in het Glazen Huis in Leiden, waar zij uit handen van Timur Perlin een gouden plaat kreeg voor haar debuutalbum Birdy. Ze stond hem meteen af voor de veiling voor 3FM Serious Request en signeerde hem ook nog.
Birdy bracht ook covers uit van de nummers The A Team van de Britse zanger Ed Sheeran en Shelter van The xx. Ook dit laatste nummer was te horen in The Vampire Diaries. In de Disney-Pixar animatiefilm Brave (2012) is ze samen met Mumford and Sons te horen met Learn me right, waarvoor ze haar eerste grammy-nominatie kreeg. Op 20 september 2013 kwam haar tweede album uit, genaamd Fire within. De single Wings werd een grote hit in diverse landen.
In 2016, voorafgaand aan haar derde studioalbum, kwam de dan 19-jarige Britse met de single Keeping your head up, dat twee weken later werd gevolgd door een remix van de Nederlandse dj Don Diablo. Het album, Beautiful lies, kwam uit op 25 maart 2016.
In april 2021 bracht zij haar vierde album Young Heart uit.

## Discografie

### Albums
| Album met eventuele hitnotering(en) in de Nederlandse Album Top 100 | Datum van verschijnen | Datum van binnenkomst | Hoogste positie | Aantal weken | Opmerkingen |
| ------------------------------------------------------------------- | --------------------- | --------------------- | --------------- | ------------ | ----------- |
| Birdy                                                               | 04-11-2011            | 19-11-2011            | 1(1wk)          | 81           | Platina     |
| Fire Within                                                         | 20-09-2013            | 28-09-2013            | 3               | 22           |             |
| Beautiful Lies                                                      | 25-03-2016            | 02-04-2016            | 8               | 8            |             |
| Young Heart                                                         | 30-04-2021            | 08-05-2021            | 18              | 1            |             |

| Album met hitnotering(en) in de Vlaamse Ultratop 200 albums | Datum van verschijnen | Datum van binnenkomst | Hoogste positie | Aantal weken | Opmerkingen |
| ----------------------------------------------------------- | --------------------- | --------------------- | --------------- | ------------ | ----------- |
| Birdy                                                       | 04-11-2011            | 12-11-2011            | 1(1wk)          | 84           | Platina     |
| Fire Within                                                 | 20-09-2013            | 28-09-2013            | 4               | 56           |             |
| Beautiful Lies                                              | 25-03-2016            | 02-04-2016            | 7               | 28           |             |
| Young Heart                                                 | 30-04-2021            | 08-05-2021            | 19              | 2            |             |

### Singles
| Single met eventuele hitnotering(en) in de Nederlandse Top 40 | Datum van verschijnen | Datum van binnenkomst | Hoogste positie | Aantal weken | Opmerkingen                 |
| ------------------------------------------------------------- | --------------------- | --------------------- | --------------- | ------------ | --------------------------- |
| Skinny Love                                                   | 13-06-2011            | 05-11-2011            | 2               | 27           | Nr. 1 in de Single Top 100  |
| People Help the People                                        | 30-10-2011            | 21-01-2012            | 5               | 21           | Nr. 5 in de Single Top 100  |
| Wings                                                         | 2013                  | 28-09-2013            | 25              | 11           | Nr. 27 in de Single Top 100 |
| No Angel                                                      | 2013                  | -                     |                 |              | Nr. 51 in de Single Top 100 |
| Keeping Your Head Up                                          | 2016                  | 09-01-2016            | tip2            | -            | Nr. 64 in de Single Top 100 |
| Wild Horses                                                   | 2016                  | 16-04-2016            | tip13           | -            |                             |
| Find Me                                                       | 2016                  | 03-12-2016            | tip8            | -            | met Sigma                   |
| Open Hearts                                                   | 2021                  | 18-12-2021            | tip5            | 4            | met Haevn                   |

| Single met hitnotering(en) in de Vlaamse Ultratop 50 | Datum van verschijnen | Datum van binnenkomst | Hoogste positie | Aantal weken | Opmerkingen                       |
| ---------------------------------------------------- | --------------------- | --------------------- | --------------- | ------------ | --------------------------------- |
| Skinny Love                                          | 2011                  | 24-09-2011            | 3               | 40           | Nr. 2 in de Radio 2 Top 30 / Goud |
| People Help the People                               | 2011                  | 11-02-2012            | 2               | 30           | Nr. 2 in de Radio 2 Top 30 / Goud |
| 1901                                                 | 04-06-2012            | 23-06-2012            | tip12           | -            | Nr. 25 in de Radio 2 Top 30       |
| Young Blood                                          | 2012                  | 13-10-2012            | tip14           | -            |                                   |
| Wings                                                | 2013                  | 17-08-2013            | 5               | 22           | Nr. 1 in de Radio 2 Top 30        |
| Light Me Up                                          | 2013                  | 14-12-2013            | tip2            | -            | Nr. 27 in de Radio 2 Top 30       |
| Words as Weapons                                     | 2014                  | 12-04-2014            | tip2            |              |                                   |
| All About You                                        | 2014                  | 21-06-2014            | tip36           |              |                                   |
| Let It All Go                                        | 2015                  | 12-09-2015            | 33              | 7            | met Rhodes                        |
| Keeping Your Head Up                                 | 2016                  | 02-04-2016            | 47              | 1            |                                   |
| Wild Horses                                          | 2016                  | 30-04-2016            | 42              | 3            |                                   |
| Words                                                | 2016                  | 03-09-2016            | tip             |              |                                   |
| Find Me                                              | 2016                  | 19-11-2016            | tip4            |              | met Sigma                         |
| Beautiful Birds                                      | 2016                  | 03-12-2016            | tip             |              | met Passenger                     |

### NPO Radio 2 Top 2000
| Nummers met noteringen in de NPO Radio 2 Top 2000 | '11 | '12 | '13 | '14  | '15  | '16  | '17  | '18  | '19  | '20  | '21  | '22 | '23  | '24  |
| ------------------------------------------------- | --- | --- | --- | ---- | ---- | ---- | ---- | ---- | ---- | ---- | ---- | --- | ---- | ---- |
| People Help the People                            | -   | 313 | 560 | 1062 | 1365 | 1479 | 1928 | 1964 | -    | -    | -    | -   | -    | -    |
| Skinny love                                       | 957 | 412 | 682 | 1190 | 1473 | 1429 | 1633 | 1764 | 1747 | 1765 | 1989 | -   | 1964 | 1976 |

1. ↑  Een '-' betekent dat het nummer niet was genoteerd en een vetgedrukt getal geeft de hoogste notering van een nummer aan.
2. ↑  2011 was het eerste jaar met een notering voor Birdy.